# Amt Haseldorf
Amt Haseldorf er et amt i det nordlige Tyskland, beliggende i den vestlige del af Kreis Pinneberg. Kreis Pinneberg ligger i den sydlige del af delstaten Slesvig-Holsten. Administrationen er beliggende i byen Uetersen, selv om den ikke er en del af amtet. Det grænser mod nord til Amt Elmshorn-Land, mod vest til Elben, mod syd til byen Wedel og mod øst til Amt Moorrege, som det er planlagt det skal sammenlægges med.
Siden 1. januar 2007 har Amtet haft et forvaltningsfællessskab med byen Uetersen, der huser Amtets administration.

## Kommuner i amtet
- Haselau
- Haseldorf
- Hetlingen